# 21e régiment d'infanterie territoriale
Pour les articles homonymes, voir 21e régiment d'infanterie.
Le 21e régiment d'infanterie territoriale est un régiment d'infanterie de l'armée de terre française qui a participé à la Première Guerre mondiale.

## Création et différentes dénominations
Le régiment reçoit son numéro par décret du 19 mars 1875, en prévision de la mobilisation.
Il est formé à Rouen du 3 au 7 août 1914 conformément aux prescriptions de la mobilisation générale. Après avoir achevé son organisation et complété son instruction, il embarque à destination du front le 17 août 1914.
Le 21e R.I.T. est dissous le 6 août 1918. Ses 1er et 2e bataillon sont transformés en bataillons de pionniers. Les compagnies de mitrailleuses sont incorporées au sein du bataillon de mitrailleuses du 9e Corps d'armée.

## Chefs de corps
- 5 août 1914 - 5 octobre 1914 : lieutenant-colonel Jean-Marie Durand (tué à l'ennemi).
- 5 octobre 1914 - 5 octobre 1914 : lieutenant-colonel Louis-François-Émile Angelby (tué à l'ennemi).
- 5 octobre 1914 - 16 octobre 1914 : chef de bataillon Casanova (par intérim).
- 16 octobre 1914 - 19 octobre 1914 : lieutenant-colonel Maurice-Victorin Prat (mortellement blessé, mort à l'ambulance le soir même).
- 20 octobre 1914 - 22 décembre 1917 : lieutenant-colonel puis colonel Claude-Ennemond Clément.
- 30 décembre 1917 - 6 août 1918 : lieutenant-colonel Charles-Emmanuel de Laage de Chaillou.

## Historique des garnisons, combats et batailles du21eRIT

### Première Guerre mondiale
Mobilisé en 3e Région Militaire

#### Affectations
- 82e Division d'Infanterie Territoriale, d'août 1914 à juin 1915
- 5e Division d'Infanterie d'août à novembre 1918

#### 1914
- Puisieux (Pas-de-Calais)

## Drapeau
Il porte, cousues en lettres d'or dans ses plis, les inscriptions suivantes :
- Champagne 1915
- Verdun 1916

## Personnages célèbres ayant servi au21eRIT
- Charles Müller (1877-1914)
- Jacques Villon (1875-1963), peintre et graveur, mobilisé au sein du régiment en 1914, combattit en Champagne et en Artois de 1914 à 1916[5].